# Arancón
Arancón és un municipi de la província de Sòria a Castella i Lleó. Es troba a 18 km a l'est de la ciutat de Sòria, capital de la província. El municipi inclou a banda del mateix Arancón les localitats de: Tozalmoro, Calderuela, Nieva de Calderuela, Omeñaca i Cortos.

## Situació
Limita al nord amb Suellacabras i Narros, a l'oest amb Aldehuela de Periáñez, al sud amb Candilichera, Cabrejas del Campo i Almenar de Soria i a l'est amb Tajahuerce i Aldealpozo. L'agricultura cerealista és força important a l'economia del municipi.

## Demografia

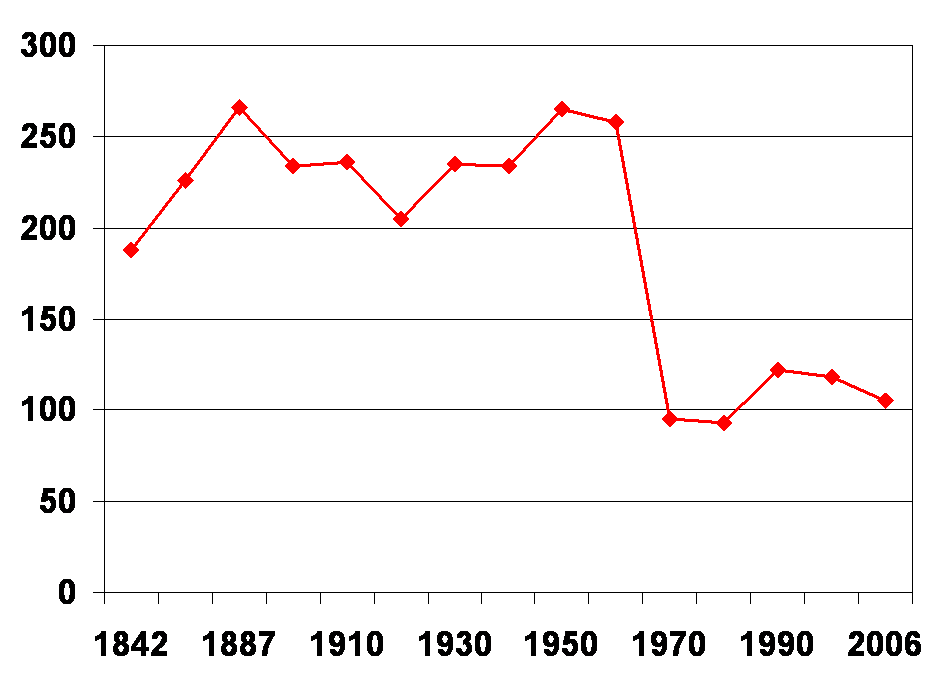
Evolució de la població a Arancón

| 1842 | 1860 | 1887 | 1900 | 1910 | 1920 | 1930 | 1940 |  |
| ---- | ---- | ---- | ---- | ---- | ---- | ---- | ---- |  |
| 188  | 226  | 266  | 234  | 236  | 205  | 235  | 234  |  |
| 1950 | 1960 | 1970 | 1980 | 1990 | 1996 | 2001 | 2005 |  |
| 265  | 258  | 95   | 93   | 122  | 115  | 116  | 108  |  |

## Administració
| Període      | Nom de l'alcalde/-essa       | Partit polític | Data de possessió |
| ------------ | ---------------------------- | -------------- | ----------------- |
| 1979 - 1983  |                              |                | 19/04/1979        |
| 1983 - 1987  |                              |                | 28/05/1983        |
| 1987 - 1991  | Gregorio García Martín       | AP             | 30/06/1987        |
| 1991 - 1995  | Gregorio García Martín       | PP             | 15/06/1991        |
| 1995 - 1999  | Juvenciano Hernández Indiano | PP             | 17/06/1995        |
| 1999 - 2003  | Inocente de Miguel Márquez   | PP             | 03/07/1999        |
| 2003 - 2007  | Gregorio García Martín       | PP             | 14/06/2003        |
| 2007 - 2011  | Gregorio García Martín       | PP             | 16/06/2007        |
| 2011 - 2015  | n/d                          | n/d            | 11/06/2011        |
| 2015 - 2019  | n/d                          | n/d            | 13/06/2015        |
| 2019 - 2023  | n/d                          | n/d            | 15/06/2019        |
| Des del 2023 | n/d                          | n/d            | 17/06/2023        |